# 高麗海運

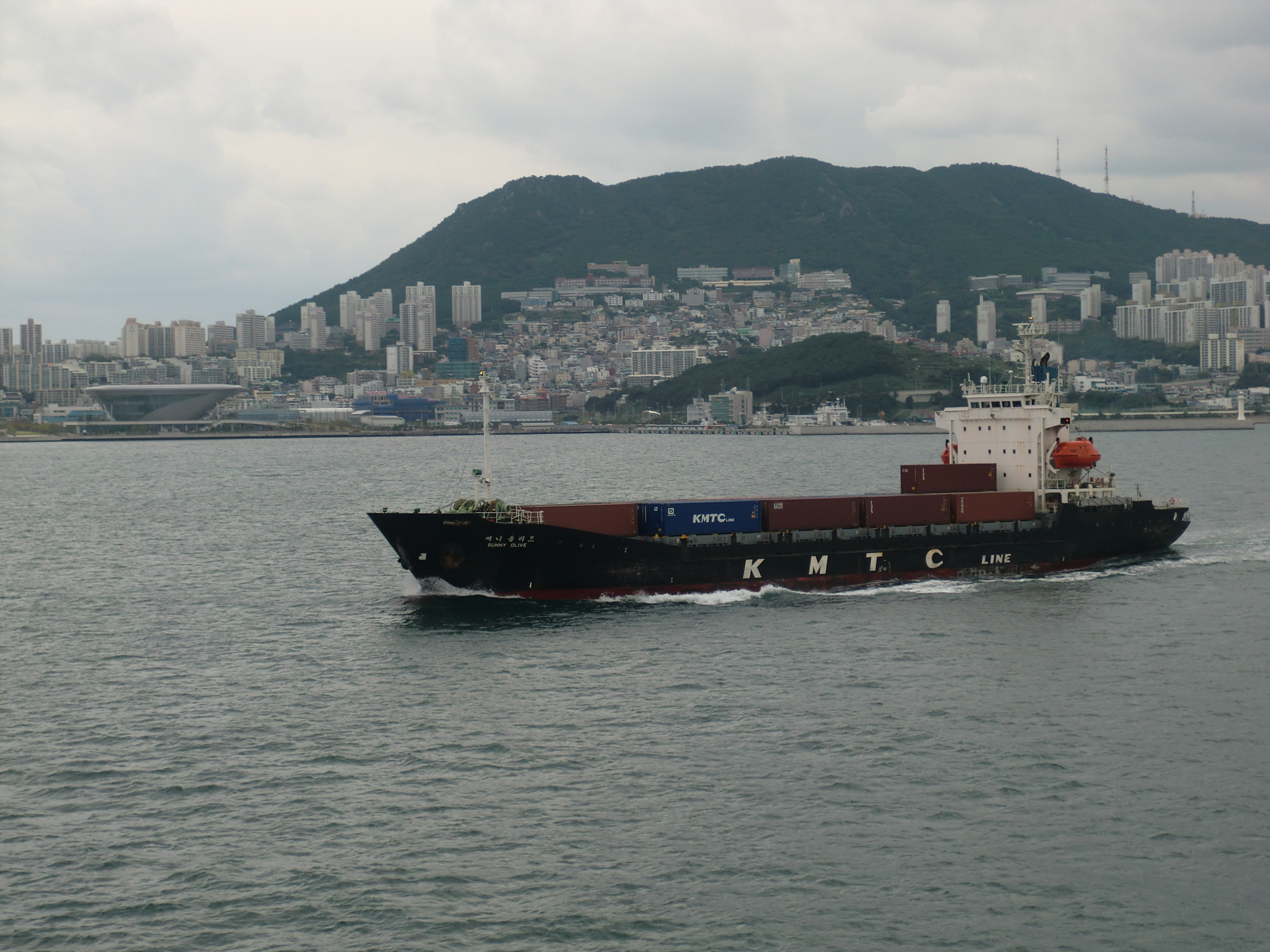
KMTC-SUNNY OLIVE

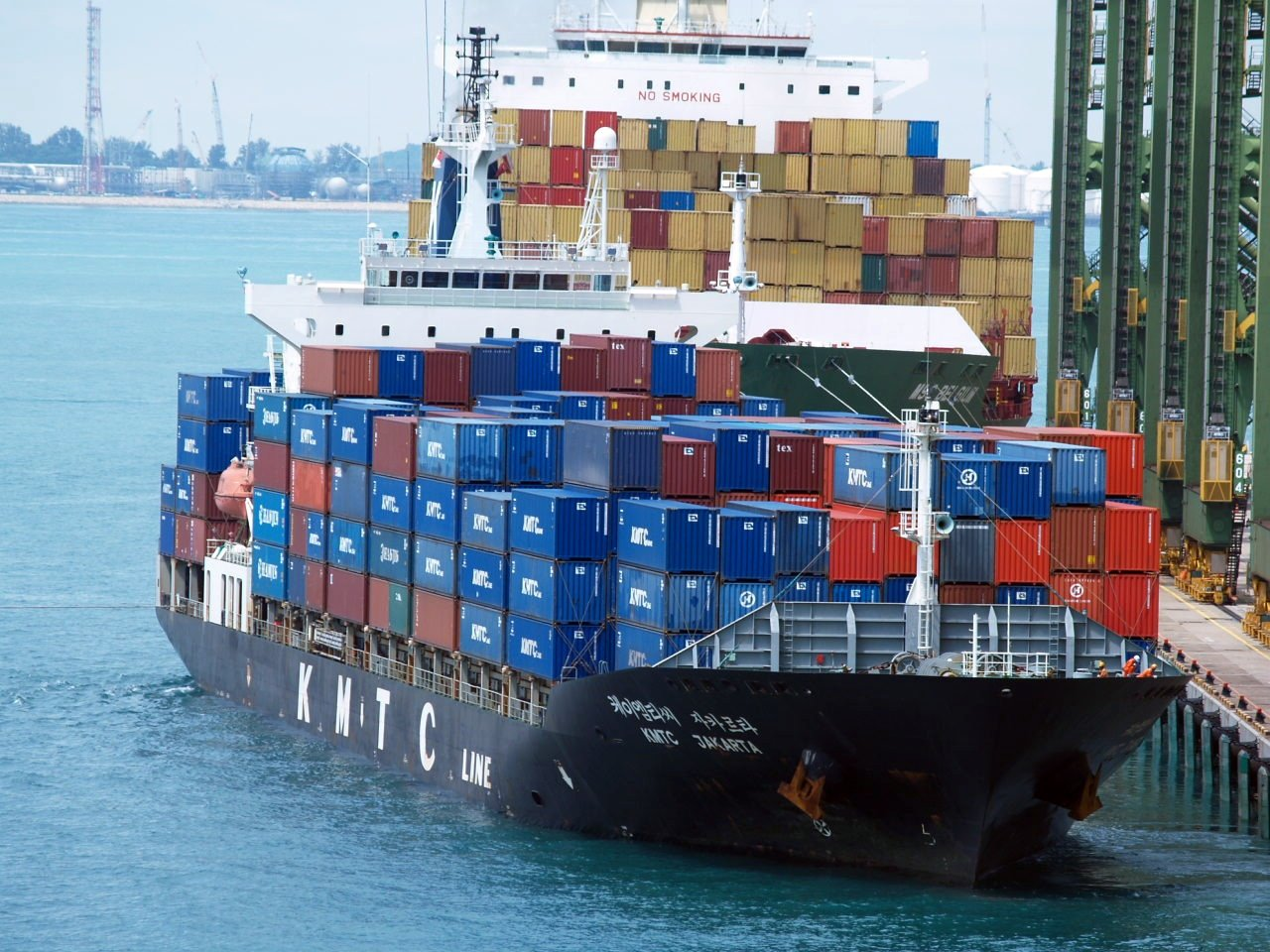
KMTC-JARKATA

高麗海運（：／ Goryeo haeun */?）是一間創立於1954年的韓國海運公司。
高麗海運主要經營貨櫃船舶運輸服務，旗下有67艘船艦、航線遍佈20個國家共80個港口，並且是世界第14大貨櫃海運公司。其主要航線為韓國來往中國、日本、臺灣以及東南亞各國，截至2020年統計總載運能力為161,584TEU，市佔率約0.7%。此外高麗海運亦有附屬貨運代理人公司，KMTC AIR-Sea Service Ltd。
目前高麗海運在釜山港與蔚山港設有自有貨櫃場，另外於21個國家設有代表處。

## 歷史[4]
- 1954年4月17日，成立「株式會社高麗海運」，並開始運行韓國至日本之間的航線。
- 1973年，成為日本郵船公司在韓國代理商。
- 1978年，開始運行遠東與北美之間的航線。
- 1992年，開始運行韓國至臺灣、香港之間的航線。
- 1992年，開始運行自韓國蔚山港出發的航線。
- 1994年，開始運行韓國至中國、越南、印度尼西亞、新加坡、馬來西亞、菲律賓、印度、巴基斯坦的航線。
- 2004年，開始運行中國至東南亞之間的航線。
- 2005年，開始運行韓國至阿拉伯聯合大公國杜拜的航線。
- 2006年，開始運行韓國至俄羅斯海參威的航線。
- 2013年，兩艘2800TEU新造船KMTC-SHENZHEN、KMTC-NINGBO下水。
- 2014年，5400TEU新造船KMTC-MUMBAI下水。
- 2016年，5400TEU新造船KMTC-DUBAI下水。